# Raistlin Majere
Raistlin Majere è un personaggio immaginario creato da Margaret Weis e Tracy Hickman e comparso per la prima volta nel racconto I draghi del crepuscolo d'autunno della saga Le cronache di Dragonlance.

## Giovinezza
Figlio di Gilon e Rosamun Majere, Raistlin è il gemello di Caramon e fratellastro di Kitiara Uth Matar. Fin dall'infanzia, Raistlin si rivela un bambino fragile e solitario, fuori posto ovunque, con una grande passione per i trucchetti di magia imparati per la strada. Grazie all'interessamento della sorellastra. il mago dalle Vesti Bianche Antimodes, scopre in lui il talento per la magia e gli paga gli studi ad una scuola vicina a Solace, suo paese natale: grazie al suo interessamento, Raistlin può sostenere, ancora in giovane età, la micidiale Prova presso la Torre dell'Alta Stregoneria durante la quale viene messo seriamente in crisi per la prima volta il suo rapporto con il fratello e da cui esce indossando le Vesti Rosse, care a Lunitari e simbolo di neutralità. Durante la Prova il grande mago malvagio del passato Fistandantilus, offrirà il suo aiuto a Raistlin per sconfiggere l'avversario, in cambio prometterà di donargli parte della sua energia vitale..
Stanco e debilitato, dopo aver superato il test, Raistlin riceve da Par-Salian la maledizione delle pupille a forma di clessidra che lo obbligano a vedere tutte le cose non per il loro aspetto reale ma per l'effetto che il tempo ha su di loro, condannandolo ad osservare solo il decadimento ogni cosa. Lo scopo del dono di Par-Salian era quello di insegnare al giovane apprendista l'umiltà e la compassione per gli altri, ma con esso ha invece l'effetto opposto accrescendo l'odio del mago verso il mondo a causa della maledizione che gli è stata inflitta. Inoltre, la sua pelle assume una strana tinta dorata che gli dona una maggiore capacità difensiva magica ma rendendogli ancor più difficile di integrarsi nel mondo a causa del suo stranissimo aspetto.
Come risarcimento per la debilitazione eterna del suo corpo, però, Par-Salian decide di donargli il potente Bastone di Magius, il mago amico di Huma Dragonbane, assieme ad un libretto per studiarne l'utilizzo. Infine, gli viene insegnato un metodo per curare con le erbe la tosse persistente che lo affligge, segno della debolezza estrema in cui l'ha lasciato il suo patto con Fistandantilus.

## La Guerra delle Lance
Raistlin, insieme al gemello ed al resto degli Eroi, avrà una parte importantissima nella Guerra delle Lance. Inizialmente dalla parte dei vecchi amici d'infanzia, aiuta in modo significativo i compagni nella lotta contro il male ed acquisisce anche il controllo del Globo dei Draghi di Silvanesti: sarà proprio di questo oggetto, però, che il mago si servirà nel momento in cui deciderà di tradire gli Eroi delle Lance per perseguire i suoi scopi.
Grazie al suo legame con Fistandantilus, Raistlin prolunga la sua vita alla Grande Biblioteca di Palanthas dopo la grande fatica spesa per controllare il globo, e questo comporta il cambiamento del suo allineamento magico dalle Vesti Rosse a quelle Nere, segno di fedeltà per Nuitari, l'oscuro figlio della Regina Tenebrosa. Il conseguimento della misteriosa "Chiave della Conoscenza" permette al giovane mago di accedere a numerosi libri della Grande Biblioteca, così da accrescere enormemente il suo potere e di poter sedere in breve tempo alla destra di Takhisis: si rimangerà comunque il suo giuramento alla Regina delle Tenebre verso la fine della guerra, permettendo così ai suoi vecchi amici di sopraffare il male e a sé stesso di diventare l'essere più potente sulla faccia di Krynn.
La trilogia delle Cronache si conclude con la rivendicazione da parte di Raistlin del possesso della Torre dell'Alta Stregoneria di Palanthas, a cui avrebbe potuto accedere soltanto il Maestro del Passato e del Presente, secondo un'antica maledizione. Lì rimarrà due anni a studiare, sperimentare magie ed accumulare segreti, aiutato in questo dal suo giovane apprendista Dalamar.

## La lotta con Takhisis

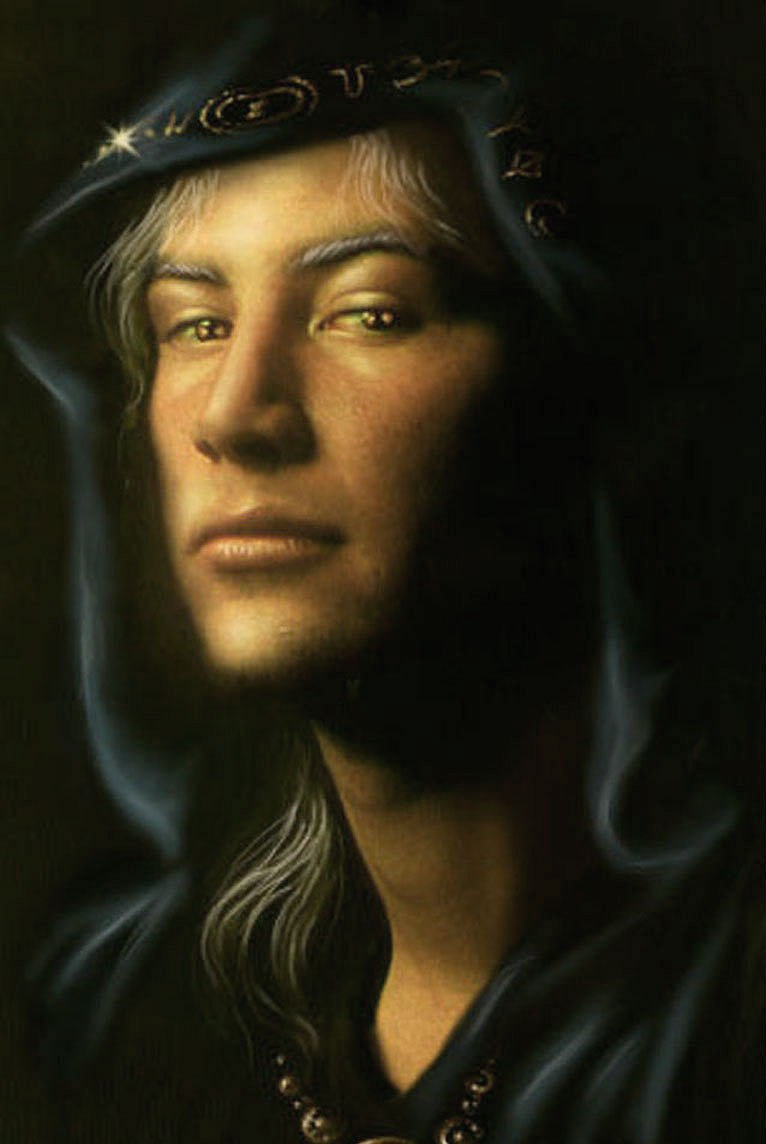
L'arcimago Raistlin nelle sue Vesti Nere

Ben presto, per Raistlin non è più sufficiente il mero potere sulla terra, e gli echi della sua ambizione giungono fino al Conclave dei Maghi: le attività del giovane apprendista dell'Arcimago, che è infatti una spia per conto del Conclave, permettono ai maghi di scoprire che, grazie alla conoscenza acquisita dai tomi della Torre, Raistlin, a soli ventotto anni, ha intenzione di sfidare la divinità Takhisis e di prenderne il posto, impresa che nei tempi passati era stata già tentata con insuccesso da Fistandantilus. Per scoprire dove il maestro aveva sbagliato, e per acquisirne le sterminate conoscenze, Raistlin viaggia indietro nel tempo, all'epoca precedente al Cataclisma, e lì combatte e vince su Fistandantilus stesso, rubandone la forza vitale ed il grande potere.
Il Conclave, nel disperato tentativo di fermare i suoi folli piani, manda indietro nel tempo il gemello Caramon insieme ad una chierica di Paladine, Crysania, che aveva avuto già modo di incontrare l'Arcimago e di innamorarsi di lui; accidentalmente, nell'incantesimo viene riportato indietro anche il kender Tasslehoff Burrfoot. I maghi non sanno però che tutto questo rientra nei piani di Raistlin, che riesce a circuire Crysania e ad asservirla ai propri scopi, in quanto solo il chierico prediletto di Paladine e un potentissimo mago dalle vesti nere insieme hanno il potere di aprire il Portale verso l'Abisso, in cui Takhisis è imprigionata.
Scampato al Cataclisma, Raistlin viaggia nuovamente nel tempo assieme al fratello ed a Crysania fino al tempo delle Guerre Naniche, mirando alla fortezza magica di Zhaman, dove è custodito il Portale. Grazie alle sue incredibili abilità magiche ed alla sua sterminata malvagità, che lo porta a sfruttare tutti come pedine con il solo obiettivo di riuscire nel suo intento, Raistlin riesce ad attraversare il Portale insieme a Crysania, causando così l'esplosione della fortezza che mise fine alla guerra; Caramon e Tasslehoff vengono invece trasportati nel futuro grazie all'utilizzo del congegno magico di Par-Salian.
Entrato nell'Abisso, Raistlin sconfigge tutti i servi della Regina Oscura, protetto da Crysania che però rimane gravemente ferita e prossima alla morte: con l'ultimo atto di suprema malvagità, Raistlin gira il capo di fronte alle sofferenze della giovane e l'abbandona a morire sulla nuda terra, negandole persino il conforto della sua presenza. L'Arcimago si prepara dunque ad uscire dal Portale per trascinare la Regina con sé e sconfiggerla, ma viene bloccato da Caramon che aveva nel frattempo visto il futuro su cui il gemello avrebbe regnato, un futuro vuoto, senza nessuna forma di vita. Comprendendo questa terribile verità, Raistlin rinuncia alla sfida e dona il suo bastone a Caramon per chiudere il Portale affinché la dea non possa sfuggire dalla sua prigione: il suo sacrificio, che l'avrebbe abbandonato alla mercé di Takhisis, viene però ricompensato permettendogli un eterno riposo invece dell'infernale tortura che lo avrebbe aspettato come punizione per le sue malefatte.

## Altri eventi
Raistlin ritornò in seguito su Krynn, seppur senza poteri magici, e fu decisivo nella vittoria della Guerra del Caos. Inoltre, aiutò le divinità a ritrovare il proprio mondo durante la Guerra delle Anime.
|       |       |             |             |             |             |             |             |       |       | Gilon Majere | Gilon Majere | Gilon Majere | Gilon Majere | Gilon Majere | Gilon Majere |      |      | Rosamun  | Rosamun  | Rosamun  | Rosamun  | Rosamun  | Rosamun  |        |        | Gregor Uth Matar | Gregor Uth Matar | Gregor Uth Matar | Gregor Uth Matar | Gregor Uth Matar | Gregor Uth Matar |                   |                   |                   |                   |                   |                   |                   |                   |                   |                   |                   |                   |                   |                   |
|       |       |             |             |             |             |             |             |       |       | Gilon Majere | Gilon Majere | Gilon Majere | Gilon Majere | Gilon Majere | Gilon Majere |      |      | Rosamun  | Rosamun  | Rosamun  | Rosamun  | Rosamun  | Rosamun  |        |        | Gregor Uth Matar | Gregor Uth Matar | Gregor Uth Matar | Gregor Uth Matar | Gregor Uth Matar | Gregor Uth Matar |                   |                   |                   |                   |                   |                   |                   |                   |                   |                   |                   |                   |                   |                   |
|       |       |             |             |             |             |             |             |       |       |              |              |              |              |              |              |      |      |          |          |          |          |          |          |        |        |                  |                  |                  |                  |                  |                  |                   |                   |                   |                   |                   |                   |                   |                   |                   |                   |                   |                   |                   |                   |
|       |       |             |             |             |             |             |             |       |       |              |              |              |              |              |              |      |      |          |          |          |          |          |          |        |        |                  |                  |                  |                  |                  |                  |                   |                   |                   |                   |                   |                   |                   |                   |                   |                   |                   |                   |                   |                   |
|       |       | Tika Waylan | Tika Waylan | Tika Waylan | Tika Waylan | Tika Waylan | Tika Waylan |       |       | Caramon      | Caramon      | Caramon      | Caramon      | Caramon      | Caramon      |      |      | Raistlin | Raistlin | Raistlin | Raistlin | Raistlin | Raistlin |        |        |                  |                  |                  |                  |                  |                  | Kitiara Uth Matar | Kitiara Uth Matar | Kitiara Uth Matar | Kitiara Uth Matar | Kitiara Uth Matar | Kitiara Uth Matar |                   |                   | Sturm Brightblade | Sturm Brightblade | Sturm Brightblade | Sturm Brightblade | Sturm Brightblade | Sturm Brightblade |
|       |       | Tika Waylan | Tika Waylan | Tika Waylan | Tika Waylan | Tika Waylan | Tika Waylan |       |       | Caramon      | Caramon      | Caramon      | Caramon      | Caramon      | Caramon      |      |      | Raistlin | Raistlin | Raistlin | Raistlin | Raistlin | Raistlin |        |        |                  |                  |                  |                  |                  |                  | Kitiara Uth Matar | Kitiara Uth Matar | Kitiara Uth Matar | Kitiara Uth Matar | Kitiara Uth Matar | Kitiara Uth Matar |                   |                   | Sturm Brightblade | Sturm Brightblade | Sturm Brightblade | Sturm Brightblade | Sturm Brightblade | Sturm Brightblade |
|       |       |             |             |             |             |             |             |       |       |              |              |              |              |              |              |      |      |          |          |          |          |          |          |        |        |                  |                  |                  |                  |                  |                  |                   |                   |                   |                   |                   |                   |                   |                   |                   |                   |                   |                   |                   |                   |
|       |       |             |             |             |             |             |             |       |       |              |              |              |              |              |              |      |      |          |          |          |          |          |          |        |        |                  |                  |                  |                  |                  |                  |                   |                   |                   |                   |                   |                   |                   |                   |                   |                   |                   |                   |                   |                   |
| Tanin | Tanin | Tanin       | Tanin       | Tanin       | Tanin       |             |             |       |       | Palin        | Palin        | Palin        | Palin        | Palin        | Palin        |      |      | Usha     | Usha     | Usha     | Usha     | Usha     | Usha     |        |        | Laura            | Laura            | Laura            | Laura            | Laura            | Laura            |                   |                   | Steel Brightblade | Steel Brightblade | Steel Brightblade | Steel Brightblade | Steel Brightblade | Steel Brightblade |                   |                   |                   |                   |                   |                   |
| Tanin | Tanin | Tanin       | Tanin       | Tanin       | Tanin       |             |             |       |       | Palin        | Palin        | Palin        | Palin        | Palin        | Palin        |      |      | Usha     | Usha     | Usha     | Usha     | Usha     | Usha     |        |        | Laura            | Laura            | Laura            | Laura            | Laura            | Laura            |                   |                   | Steel Brightblade | Steel Brightblade | Steel Brightblade | Steel Brightblade | Steel Brightblade | Steel Brightblade |                   |                   |                   |                   |                   |                   |
|       |       |             |             |             |             |             |             |       |       |              |              |              |              |              |              |      |      |          |          |          |          |          |          |        |        |                  |                  |                  |                  |                  |                  |                   |                   |                   |                   |                   |                   |                   |                   |                   |                   |                   |                   |                   |                   |
|       |       |             |             |             |             |             |             |       |       |              |              |              |              |              |              |      |      |          |          |          |          |          |          |        |        |                  |                  |                  |                  |                  |                  |                   |                   |                   |                   |                   |                   |                   |                   |                   |                   |                   |                   |                   |                   |
|       |       |             |             | Sturm       | Sturm       | Sturm       | Sturm       | Sturm | Sturm |              |              | Ulin         | Ulin         | Ulin         | Ulin         | Ulin | Ulin |          |          | Linsha   | Linsha   | Linsha   | Linsha   | Linsha | Linsha |                  |                  |                  |                  | Dezra            | Dezra            | Dezra             | Dezra             | Dezra             | Dezra             |                   |                   |                   |                   |                   |                   |                   |                   |                   |                   |

## Apparizioni
- Margaret Weis; Tracy Hickman. I draghi del Signore del Tempo (Cronache Perdute, vol. III), 2009. Armenia Editore. ISBN 978-88-344-2491-9.
- Margaret Weis; Don Perrin. I fratelli in armi. Armenia Editore, 1999. ISBN 978-88-344-1167-4.
- Margaret Weis. Raistlin - L'alba del male. Armenia Editore, 1998. ISBN 88-344-0924-8.
- Margaret Weis; Tracy Hickman. I draghi del crepuscolo d'autunno (Cronache di Dragonlance, vol. I). Arnoldo Mondadori Editore, 1994. ISBN 88-04-38098-5.
- Margaret Weis; Tracy Hickman. I draghi della notte d'inverno (Cronache di Dragonlance, vol. II). Armenia Editore, 1989.
- Margaret Weis; Tracy Hickman. I draghi dell'alba di primavera (Cronache di Dragonlance, vol. III), 1989. Armenia Editore. ISBN 88-344-0357-6.
- Margaret Weis; Tracy Hickman. Il destino dei gemelli (Leggende di Dragonlance, vol. I). Armenia Editore, 1989. ISBN 88-344-0379-7.
- Margaret Weis; Tracy Hickman. La guerra dei gemelli (Leggende di Dragonlance, vol. II). Armenia Editore, 1989. ISBN 88-344-0389-4.
- Margaret Weis; Tracy Hickman. La sfida dei gemelli (Leggende di Dragonlance, vol. III). Armenia Editore, 1989. ISBN 88-344-0401-7.
- Margaret Weis; Tracy Hickman. La seconda generazione. Armenia Editore, 1994. ISBN 88-344-0629-X.
- Margaret Weis; Tracy Hickman. I draghi dell'estate di fuoco. Armenia Editore, 1995. ISBN 88-344-0838-1.